# Santa Eulalia Bajera
Santa Eulalia Bajera è un comune spagnolo di 129 abitanti situato nella comunità autonoma di La Rioja.